# Melasina exsecrata
Melasina exsecrata är en fjärilsart som beskrevs av Edward Meyrick 1937. Melasina exsecrata ingår i släktet Melasina och familjen säckspinnare. Inga underarter finns listade i Catalogue of Life.